# Ephemerella alleni
Ephemerella alleni is een haft uit de familie Ephemerellidae. De wetenschappelijke naam van de soort is voor het eerst geldig gepubliceerd in 1966 door Jensen & Edmunds.
De soort komt voor in het Nearctisch gebied.